# 陈喜庆
陈喜庆（1956年4月—），男，山东惠民人，中华人民共和国政治人物，曾任中共中央统战部副部长。在职研究生学历，管理学博士学位。第十一届全国政协委员，第十二届全国人大常委会委员。

## 生平
1975年5月参加工作，为北京市大兴县知青。1979年到1983年，在中国人民大学第一分校学习。1983年6月加入中国共产党。1983年曾任共青团北京市委青农部干事。1983年到1988年，任共青团北京市委青运史研究室干事。1988年到1989年，任共青团北京市委青运史研究室副主任。1989年到1990年，任共青团北京市委青运史研究室主任。1990年到1992年，任共青团北京市委研究室主任。
1992年到1995年，任中央统战部研究室综合处处长。1995年到1998年，任中央统战部研究室副主任。1998年到2000年，任中央统战部研究室主任。2000年到2003年，任中央统战部副秘书长兼研究室主任。其间，2001年到2002年挂职担任中共青岛市委副书记。2003年到2004年，任中央统战部副部长。2004年到2008年，任中央统战部副部长，欧美同学会·中国留学人员联谊会党组书记。2008年到2010年，任中央统战部副部长，全国政协副秘书长（兼任）。2010年到2013年，任中央统战部副部长，全国政协副秘书长（兼任），欧美同学会·中国留学人员联谊会党组书记。2013年起，任中央统战部副部长（任至2016年6月），欧美同学会·中国留学人员联谊会党组书记。